# Indonésia nos Jogos Olímpicos de Verão de 2000
A Indonésia participou dos Jogos Olímpicos de Verão de 2000 em Sydney, Austrália.